# 共変方程式
共変方程式（きょうへんほうていしき）は、1915年、アルベルト・アインシュタインが一般相対性理論の中で相対性理論の数学的基礎とした方程式の一つ。ニュートン力学が絶対時間と絶対空間を固定化する傾向があったのに対して、エルンスト・マッハはそれが形而上学的であり、現実の宇宙を無視したものだとして、批判した。これは絶対化に対する相対化を示唆する。これは後にマッハの原理と呼ばれ、アインシュタインの相対性理論の成立に大きな影響を与えた。このマッハの原理の数学的な基礎が一般共変方程式であるが、アインシュタインはこの両者は別物だとしている。
アインシュタインは、1918年、「一般相対性理論についての原理」において、「マッハの原理」と「一般共変性」とは別物だと識別した。共変方程式は原理原則としての数学的な方程式であり、数学的ではなく物理的な内容を担うものを別に提示しなければならなくなる。「一般共変性の主張」から明白に意図的に分離すると、それはもはや共変方程式一般ではなく「マッハの原理」となる。